# تابس قحفي
التابس القحفي عبارة عن اكتشاف وجود تليين أو ترفيع في الجمجمة، والذي غالبًا ما يكون موجودًا في الأطفال حديثي الولادة. وغالبًا ما يظهر في العظم القذالي والجداري. وتكون العظام رقيقة، وعندما يتم الضغط عليها، تنضغط في مكان الضغط. وعندما يتم تخفيف الضغط، تعود العظام إلى مكانها مرة أخرى. وهذا المصطلح مشتق من الكلمتين اللاتينيتين cranium التي تعني الجمجمة أو القحف وtabes التي تعني إضعافًا أو إهمالاً. وأي مرض يؤثر على نمو العظام، وأهمها الرخد (نقص فيتامين د) أو السغل أو الزهري أو الثلاسيميا والتي تكون موجودة في وقت النمو السريع للجمجمة، يمكن أن يؤدي إلى الإصابة بالتابس القحفي. ويمكن أن تكون تلك سمة «طبيعية» في الأطفال قبل الولادة. وهو يكون العرض الأول في الأطفال والرضع المصابين بالرخد.